# Franse parlementsverkiezingen 1956
Op 2 januari 1956 werden er parlementsverkiezingen in Frankrijk gehouden.
Hoewel de Fransen pas in juni 1956 naar de stembus zouden gaan om een nieuwe Nationale Vergadering (Assemblée Nationale) te gaan kiezen, moesten zij, als gevolg van de kamerontbinding van 30 november 1955, reeds op 2 januari 1956 hun stem uitbrengen. De linkse partijen (Section Française de l'Internationale Ouvrière, Parti Radical-Socialiste, e.a.) waren het aanvankelijk niet eens met de kamerontbinding door premier Edgar Faure daar zij de campagnetijd tot aan de verkiezingen van januari 1956 te kort achtten. De rechtse partijen hoopten hier juist van te kunnen profiteren.
Op 8 december 1955 vormden de linkse partijen, SFIO, PRS, de UDSR en de gaullistische Républicains Sociaux van Jacques Chaban-Delmas, onder leiding van de radicaal-socialist (dat wil zeggen links-liberaal) Pierre Mendès France het Front Républicain (FR, Republikeins Front). Mendès-France wilde een einde maken aan de oorlog in Algerije en sociale hervormingen.
Uiterst rechts liet in de aanloop van de verkiezingen van zich horen in de persoon van vakbondsleider Pierre Poujade en diens Union et Fraternité Française (UFF). Poujade's ideologie, het "Poujadisme" was een mengeling van antisemitisme, rechts-populisme en een "nieuwe" belastingpolitiek (dat wil zeggen lagere belastingen). Poujade werd gesteund door enkele middenstanders en zelfstandige handarbeiders.
De verkiezingen die op 2 januari 1956 werden gehouden mondden uit in een overwinning voor het Republikeins Front. President René Coty gaf Guy Mollet (SFIO) de opdracht om een kabinet te formeren. Op 1 februari 1956 werd Mollet premier van de centrumlinkse partij die het Front Républicain vormden. Het kabinet kwam haar beloften van vrede in Algerije en sociale hervormingen niet na en dit leidde tot het ontslag van Mendès-France en enkele andere ministers ontslag vanwege de koers van Mollet (ofschoon Mendès-France aandrong op het aanblijven van de meester PRS-ministers om een kabinetscrisis te voorkomen).

## Uitslag
| Partijen en coalities | %     | Zetels |
| --- | ----- | ------ |
| Franse Sectie van de Arbeiders Internationale (Section Française de l'Internationale Ouvrière)                                                                  | 15,1% | 94     |
| Radicaal-Socialistische Partij (Parti Radical-Socialiste) Unie van Democraten en Socialisten van het Verzet (Union Démocratique et Socialiste de la Résistance) | 11,3% | 77     |
| Nationaal Centrum van Sociale Republikeinen (Centre National des Républicains Sociaux)                                                                          | 2,7%  | 21     |
| Totaal Front Républicain | 28,9% | 192    |
| Communistische Partij van Frankrijk (Parti Communiste Français)                                                                                                 | 25,6% | 150    |
| Nationaal Centrum van Onafhankelijken en Boeren (Centre National des Indépendants et Paysans)                                                                   | 15,2% | 95     |
| Republikeinse Volksbeweging (Mouvement Républicain Populaire)                                                                                                   | 11,0% | 83     |
| Groepering van Linkse Republikeinen (Rassemblement des Gauches Républicains)                                                                                    | 3,1%  | 14     |
| Overigen | 4,6%  | 9      |
| Totaal | 100%  | 595    |

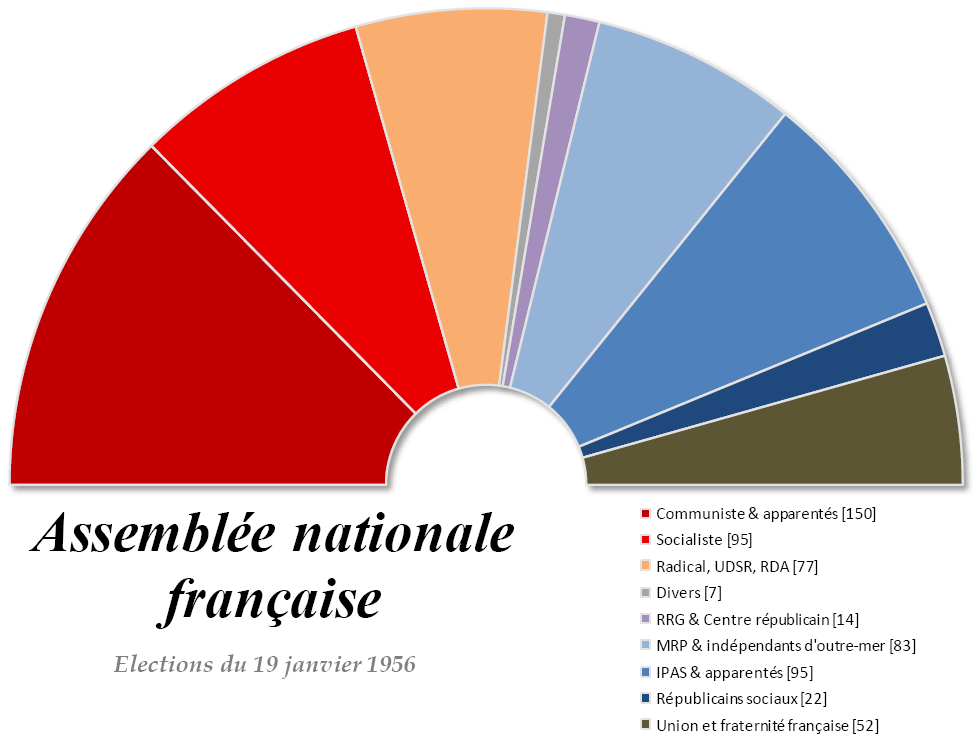
Verkiezingsuitslag

- 17,2% van de bevolking bracht haar stem niet uit.

## Verwijzingen
1. ↑  Winkler Prins Jaarboek 1957, blz. 144, red. Winkler Prins
2. ↑  Zelf lid van de Parti Radical-Socialiste, maar behorend tot de rechtervleugel van die partij. In december 1955 werd hij als partijlid geroyeerd
3. ↑  Mendès-France, de initiator van het Front Républicain werd gepasseerd, omdat zijn PRS minder zetels had behaald dan de SFIO van Mollet
4. ↑  Winkler Prins Jaarboek 1957, blz. 145, red. Winkler Prins